# 12926 Brianmason
12926 Brianmason eller 1999 SO9 är en asteroid i huvudbältet som upptäcktes den 27 september 1999 av det nyzeeländska amatörastronom paret Joel L. Schiff och Christine J. Schiff i Takapuna. Den är uppkallad efter Brian Harold Mason.
Asteroiden har en diameter på ungefär 10 kilometer.